# Route Adélie de Vitré
La Route Adélie de Vitré è una corsa in linea maschile di ciclismo su strada che si svolge nel territorio intorno alla città di Vitré, regione della Bretagna, Francia, ogni anno in aprile. Dal 2005 fa parte del circuito UCI Europe Tour, classe 1.1.

## Storia
La gara è stata disputata per la prima volta nel 1996 in sostituzione del precedente Tour de l'Armorique. Al 2011 il percorso è lungo 197,8 chilometri, con un primo circuito di 21,1 km da coprire per sei volte, ed un secondo anello di 8,9 km da percorrere otto volte; l'arrivo è posto a Vitré.
Seppure l'albo d'oro presenti un maggior numero di vincitori francesi, il record di successi spetta al velocista estone Jaan Kirsipuu, a pari merito con Bryan Coquard. Anche la Germania, la Svezia, l'Italia e il Belgio hanno scritto il proprio nome nel palmarès della competizione.

## Albo d'oro
Aggiornato all'edizione 2025.
| Anno | Vincitore                             | Secondo                               | Terzo                                 |
| ---- | ------------------------------------- | ------------------------------------- | ------------------------------------- |
| 1996 | Marc Bouillon                         | Thierry Marie                         | Sergej Ivanov                         |
| 1997 | Nicolas Jalabert                      | Cyril Saugrain                        | Germano Pierdomenico                  |
| 1998 | Jaan Kirsipuu                         | Paul Van Hyfte                        | Pascal Lino                           |
| 1999 | Torsten Schmidt                       | Nicolas Vogondy                       | Max van Heeswijk                      |
| 2000 | Laurent Brochard                      | Jan Bratkowski                        | Oscar Cavagnis                        |
| 2001 | Jaan Kirsipuu                         | Stéphane Heulot                       | Laurent Brochard                      |
| 2002 | Marcus Ljungqvist                     | Stéphane Heulot                       | Laurent Brochard                      |
| 2003 | Sébastien Joly                        | Henk Vogels                           | Laurent Brochard                      |
| 2004 | Anthony Geslin                        | Sergio Marinangeli                    | Pierrick Fédrigo                      |
| 2005 | Daniele Contrini                      | Moisés Aldape                         | Jérôme Pineau                         |
| 2006 | Samuel Dumoulin                       | Aitor Galdós                          | Anthony Geslin                        |
| 2007 | Rémi Pauriol                          | Aleksandr Chatuncev                   | Yann Huguet                           |
| 2008 | Kevyn Ista                            | Benoît Vaugrenard                     | Jérémie Galland                       |
| 2009 | Jérôme Coppel                         | David Le Lay                          | Romain Feillu                         |
| 2010 | Cyril Gautier                         | Laurent Pichon                        | Benoît Vaugrenard                     |
| 2011 | Renaud Dion                           | Gianni Meersman                       | Steven Tronet                         |
| 2012 | Roberto Ferrari                       | Laurent Pichon                        | Julien Simon                          |
| 2013 | Alessandro Malaguti                   | Jaŭhen Hutarovič                      | Justin Jules                          |
| 2014 | Bryan Coquard                         | Julien Simon                          | Benoît Jarrier                        |
| 2015 | Romain Feillu                         | Nacer Bouhanni                        | Timothy Dupont                        |
| 2016 | Bryan Coquard                         | Clément Venturini                     | Samuel Dumoulin                       |
| 2017 | Laurent Pichon                        | Cyril Gautier                         | Julien Simon                          |
| 2018 | Silvan Dillier                        | Benoît Vaugrenard                     | Justin Mottier                        |
| 2019 | Marc Sarreau                          | Bram Welten                           | Clément Venturini                     |
| 2020 | annullata per la Pandemia di COVID-19 | annullata per la Pandemia di COVID-19 | annullata per la Pandemia di COVID-19 |
| 2021 | Arvid de Kleijn                       | Emmanuel Morin                        | Jason Tesson                          |
| 2022 | Axel Zingle                           | Dorian Godon                          | Valentin Ferron                       |
| 2023 | Fredrik Dversnes                      | Kévin Vauquelin                       | Louis Barré                           |
| 2024 | Jenthe Biermans                       | Sandy Dujardin                        | Alexandre Delettre                    |
| 2025 | Stian Fredheim                        | Paul Penhoët                          | Émilien Jeannière                     |